# ميليسا بيل (ممثلة)
ميليسا بيل (بالإنجليزية: Melissa Bell)‏ هي ممثلة أسترالية، ولدت في 7 نوفمبر 1972 في أستراليا.

## وصلات خارجية
- ميليسا بيل على موقع IMDb (الإنجليزية)
- ميليسا بيل على موقع قاعدة بيانات برودواي على الإنترنت (الإنجليزية)
- ميليسا بيل على موقع قاعدة بيانات الفيلم (الإنجليزية)